# الناس الطبيعية تخيفني
الناس الطبيعية تخيفني هو فيلم وثائقي يحكى عن التوحد، أخرجه جوي ترافولتا، الأخ الأكبر للممثل جون ترافولتا.[1] بدأ كفيلم قصير لمدة 10 دقائق، أخرجه تايلور كروس وهو مراهق مصاب بالتوحد، ووالدته كيري باورز. اللقاء الأول بين جوي ترافولتا وكروس في برنامج ترافولتا لتعليم رسم الأفلام للأطفال ذوي الاحتياجات الخاصة. هو ساعد كروس في تعليم رسم الأفلام، وتوسع هذا الفيلم الوثائقي إلى فيلم أطول. قام بعمل مقابلات مع 65 شخصا، من ضمنهم مرضى التوحد، هم مثل الأصدقاء والعائلة. سأل كروس عن تجربتهم مع مرضى التوحد وكيف يشعرون تجاههم، واستخلص عدد مختلف من الإجابات.
عرض الإصدار المختصر للفيلم في مهرجان الطلاب السينمائي في مدرسة تشاميند الثانوية في غرب هيلز – التلال الغربية – وفاز مساعد المخرج بعدة جوائز في أبريل 2004 في كاليفورنيا. في نوفمبر 2004 , تم تكريم كروس لعمله في الفيلم في حفل عشاء لمؤسسة بوبل أيكن في لوس انجلوس، كاليفورنيا ; المساعد المشارك للمؤسسة هو كلاي أيكن لأمريكان أيدول. تم تحرير الإصدار الأطول للفيلم في 1 إبريل 2006 , وأصدر عام 2007 في مهرجان الفيلم ستاتين ايلاند – جزيرة ستاتين - . حصل الفيلم على الاستقبال الإيجابي في الصحيفة اليومية للوس أنجلوس، نيويورك، وتراي-فالي هيرلاد – هيرلاد ثلاثي الوادي - .

## المحتوى
الغرض من الفيلم الوثائقي هو تثقيف الجمهور لفهم مرض التوحد.[2] كذلك أجرى تايلور كروس مقابلات مع أطفال مصابين بالتوحد، تتراوح أعمارهم مابين 9-19 عاما، ويطلب منهم وصف وجهات نظرهم للعالم ومشاركة أفكارهم.[1] يظهر في الفيلم أصغر طفل مصاب بالتوحد يدعى ريكيول، وتايلور هو الأكبر سنا يبلغ عمره 19 عاما وهو مساعد المخرج.[1] يظهر في الفيلم صبي مصاب بالتوحد يدعى براين ; أصيب بالإحباط بسبب مضايقات من قبل الفتيات في مدرسته.[1] يظهر في الفيلم إليزابيث وهي شقيقة براين، وهي تتواصل معه بلغة لا يفهمها سواهما.[1] يجري كروس أيضا مقابلات مع أولياء أمور الأطفال المصابين بالتوحد، بما في ذلك مقابلة مع راكب الأمواج ايزي باسكويتز.[3] بالإضافة إلى أن كروس عمل مقابلة مع المسؤول عن الفيلم في جامعة نيويورك.[3]
سأل كروس «هل تحب أن تكون مصابا بالتوحد؟»[4] أجابة إحدى فتيات المرحلة المتوسطة: «أشعر أنني بخير، إنه يجعل الأمور صعبة بالنسبة لي أما بالنسبة للآخرين قد تكون سهلة».[4] صبي صغير قال لكروس: «كل شخص جيد في أموره الخاصة».[4] وقالت إحدى النساء «نعم ; لماذا أشعر بشعور سيء تجاه شيء لا أستطيع تغييره؟ أستطيع أن أنظر إلى الجانب الجيد».[5] وقال صبي آخر لكروس: «أنا لا أحب أن أكون مصاب بالتوحد»، وعندما سأل كروس لماذا؟، أجاب الصبي: «لأنه من الصعب بالنسبة لي أن تحدث كل هذه التغيرات».[5] امرأة تعبر لكروس عن خبرتها مع التوحد «أبكي، أصرخ، أتمنى من الله أن لا يجعلني مختلفة وأن لا أكون مجبرة على أن اكافح من أجل كل شيء». وصبي يخبره عن الجوانب السلبية في التوحد: «الشيء السيء هو صعوبة فهم الناس وما يحاول الآخرون اخباري به».[5]
عندما سأل كروس: «قل لي ما هو شعورك تجاه التوحد»، وجد أن الإجابات تضمنت: «أن الناس لا يفهمونني», «على مر السنين أدركت أنه يجب علي تقبل أنه جزء مني. عندما كنت طفلا أردت أن أذهب بعيدا» و«أنه ليس الجزء الأعظم في حياتي ولكن معرفة أن هناك شيء يجعلنني مختلفا، ويجعلني أحيانا أخلق أسئلة».[6]
هو أيضا سأل المقابلون أسئلة مرتبطة بالفيلم، إحداها «الناس الطبيعيين يخيفونني أحيانا بالنسبة للأطفال المصابين بالتوحد. يتكلمون بطريقة مضحكة أو سريعة جدا. هل الناس الطبيعيون يخيفونني؟».[6] احتوت الإجابات على «في كل وقت», «نعم، لأنه من صعب علينا تمالك أنفسنا عندما يتحدث الآخرين», «ليس صحيحا», «نعم، يخيفوني», «نعم، قليلا».[6] قام كروس بطرح سؤالا على المصابين بالتوحد: «ماهو الطبيعي؟».[7] كروس أجرى مقابلة مع طلاب مصابين بالتوحد في الفيلم وطلب منهم بأن يذكرون أصعب الأمور عن حالتهم.[8] تضمنت الإجابات: «تكوين صداقات», «القيادة», «أن لا يكرهني الآخرين».[8] أستنتج كروس من مقابلة الطلاب بأنهم يعانون من أنهم مختلفين عن الآخرين.[8]

## الإخراج
مساعد المخرج تايلور كروس كان يشخص حالة التوحد لعمر 6 أعوام.[2] فهو لديه خبرة عالية في التعامل مع هذا المرض.[9] حيث أن كيري باورز هي والدة مساعد المخرج كروس.[10] على الرغم من أن باورز كانت معروفة عالميا على أنها كاتبة ذات سلطة حول هذا الموضوع، وقالت أنها واجهت صعوبات في التعامل مع ابنها.[2] قرر كروس تقديم فيلم وثائقي عن التوحد عندما كان عمره 14 عاما ; وذلك لمساعدة الآخرين على فهم الصعوبات التي واجهوها.[2] وفي المجموع، أجرى تايلور كروس مقابلة مع 65 شخصا من مرض التوحد لمعرفة وجهات نظرهم في هذه الحالة.[11][12] معظم الذين تمت مقابلتهم في الفيلم كانوا زملائه الطلاب ممن هم في مدرسة نيوبري بارك الثانوية.[8]
وجاءت فكرة الفيلم لكروس من قميص في متجر الإبداع الذي كان عليه عبارة «الناس الطبيعية تخيفني» مطبوعة عليها.[8] وقال كروس عن هذي العبارة أنه رآها في القميص ; «أعتقد أنها كانت مثالية تماما».[8] في ظهوره اليوم الأحد وضح كروس لكامبل براون: «نعم، كنت أفكر أنا، فعلا جاءت من القميص الذي قرأته، حيث أن له معنى حتى لو كان بسبب الرسالة الحقيقية، لو لاحظت ذلك أنني لم ألحظ ذلك إلا مؤخرا».[5]
بدأ الفيلم الوثائقي على أنه فيلم لمدة 10 دقائق قبل مدة طويلة.[1] قيل لي من قبل الأطباء أن ابني قد لا يمشي أو يتكلم ; «وهو اليوم يدرس في المدرسة الثانوية في صفوف الطلاب الغير مصابين بالمرض، وهو يريد أن يكمل دراسته الجامعية ويصبح مخرج» هذا ما قاله كيري باورز عن ابنه.[1] وقال كروس في صحيفة لوس انجلوس اليومية: «أريد من الناس أن تترك مشاعري للفيلم، ويفهمون كيف هو العيش في عالمنا».[1] وتتضمن النسخة ميزة طول الفيلم تتضمن مقابلات مع أفراد أسرة الأعضاء والأصدقاء من الأطفال المصابين بالتوحد.[13] وقال كروس كان العمل في الفيلم الوثائقي صعب: «لقد كان في فترة طويلة، وكان مملا». أقسم على قبري أنني لن أفعل فيلم وثائقي آخر، لقد استغرق الأمر سنتين حتى ينتهي.[14] أثناء إنتاج الفيلم ; ظهر كروس وباورز في برنامج بولازان في قناة CNN لمناقشة عملهم.[14]
وكانت تايلور دان مغنية لقطعة موسيقية في الفيلم، وساعد جوي ترافولتا وجف لاس في كتابة الأغاني.[2] وكان جراهام ناش راوي الفيلم.[16] وكانت شركة إنتاج الفيلم تسمى فيلم عادي "Normal Film".[17] جوي ترافولتا اجتمع لأول مرة مع كروس في برنامج ترافولتا لتعليم رسم الأفلام للأطفال ذوي الاحتياجات الخاصة.[18] حيث أن ترافولتا ناشط في التوحد وساعد كروس في تعليم رسم الأفلام،[19] وساعده أيضا في توصيل رسالته إلى جمهور أوسع.[2] جوي ترافولتا هو مدرس سابق لذوي الاحتياجات الخاصة،[9] وفي وقت إنتاج الفيلم قام بعمل ورشة عمل للأطفال تسمى خبرة الترفيه.[1] قال ترافولتا عن عمله مع تايلور كروس: «لذلك أنا أرشدته في الأضواء والكاميرا والتعديل، وهو فعل جميع المقابلات والبحوث، انا عملت معه خطوة بخطوة».[15] بدأ جوي ترافولتا بتنظيم الممثلين المصابين بالتوحد، وهذا يساعد الذين يرغبون في إنشاء فيلم.[20][21] وقال ترافولتا إلى بيكرسفيلد كاليفورنيا: «أنا كرست حياتي لذلك العمل، انا أحب العمل مع الأطفال وأحب إنشاء الأفلام». وعلق ترافولتا عن تأثير الفيلم: «أنه يشبه تأثير الدومينو، ولقد وجدت رسالتي».[23] وبعد تجربته في العمل على فيلم، بدأ ترافولتا في تعليم رسم الأفلام لمرضى التوحد في مخيمات في ولاية كاليفورنيا، فلوريدا، وميشيغان.[23]

## النشر
عرض الفيلم القصير في مهرجان فيلم الطالب في مدرسة تشاميند الثانوية في غرب هيلز – التلال الغربية - ، كاليفورنيا في أبريل 2004 .[1] حضرت ابنة جوي ترافولتا في مدرسة تشامند الثانوية، وقال أنه ساعد في وضع مهرجان الطالب في المدرسة .[1] وكان هناك فحص المعقود في عام  2004 في مدينة فينتورا في جمعية التوحد .[24] عرض الفيلم القصير في بول فلوت في بوستن، ماساشوتس في ديسمبر 2005 .[3]
تم تحرير إصدار الفيلم في 1 أبريل، 2006 .[25] عروض 2006 شملت نيويورك،[4] وولاية اركنسو .[26] وكان عرض الفيلم في أكتوبر 2006 في مهرجان الفيلم الوثائقي هوت سبرينقز .[27] في أبريل 2007, جمعية التوحد في واشنطن وجامعة شرق واشنطن وبرنامج جامعة ولاية واشنطن لإضرابات التواصل كانوا رعاة لعرض الفيلم في جامعة شرق واشنطن .[12] الناس الطبيعيون يخيفونني كان جزء من المهرجان السنيمائي جزيرة البساتين في عام 2007 .[28][29] اختار المؤتمر التعليمي السنوي الخامس عشر لجمعية ذوي الإعاقة الخلقية عرض الفيلم في اجتماع عام 2007 في مكسيكو الجديدة .[30]

## استقبال

### الجوائز والتقدير
تلقى تايلور كروس 3 جوائز عندما تم عرض فيلمه في مهرجان فيلم الطالب في تشاميند، في المدرسة الثانوية في أبريل 2004 .[8] وفي نوفمبر 2004 , تم تكريم كروس بمناسبة عمله على الفيلم، في حفل عشاء مصلحة لمؤسسة بوبل أيكن في لوس انجلوس، كاليفورنيا.[13] مؤسسة بوبل أيكن هي منظمة غير ربحية تأسست عام 2003 من قبل والدة لابنها المصاب بالتوحد، ديان بوبل، وكلاي أيكن، نجم في امريكان أيدول .[13]

### استقبال النقد
وكان استعراض نسخة قصيرة من الفيلم في صحيفة يومية في لوس انجلوس وقد كانت إيجابية، وكتب دينس مكارثي ; «سوف ترى بعض الابتسامات وبعض الدموع، بعض الغاضبين والكثير من الإحباط، وسوف ترى عالم آخر من خلال النظر إلى أعين بعض الأطفال المصابين بالتوحد الذين يعيشون هناك».[1] لينور سكينازي الكاتب لصحيفة نيويورك اليومية، كتب: «إنه فيلم مؤثر للغاية، غالبا لأنه من المستحيل عدم الوقوع في حب الأطفال على الشاشة».[4] وتراي-فالي هيرالد  قال له «أنه فيلم واقعي نال استحسانا كبيرا».[7] عندما ظهر كيري باورز وتايلور كروس في اليوم الأحد في أبريل 2016 , وقال المضيف كامبل براون لهم: «نحن متحمسون جدا لهذا، وفخورين حقا أنك هنا . نحن نقدر ذلك».[5]

## روابط خارجية
- الناس الطبيعية تخيفني على موقع IMDb (الإنجليزية)
- الناس الطبيعية تخيفني على موقع روتن توميتوز (الإنجليزية)
- الناس الطبيعية تخيفني على موقع أول موفي (الإنجليزية)
- الناس الطبيعية تخيفني على موقع قاعدة بيانات الفيلم (الإنجليزية)
- الناس الطبيعية تخيفني على موقع ليتربوكسد (الإنجليزية)
- الناس الطبيعية تخيفني على موقع كينوبويسك (الروسية)